# 李大清 (1958年)
李大清（1958年3月—），男，中华人民共和国军事人物，中国人民解放军少将，曾任浙江省军区副司令员，江苏省军区司令员。